# Заслуженный парашютист-испытатель СССР

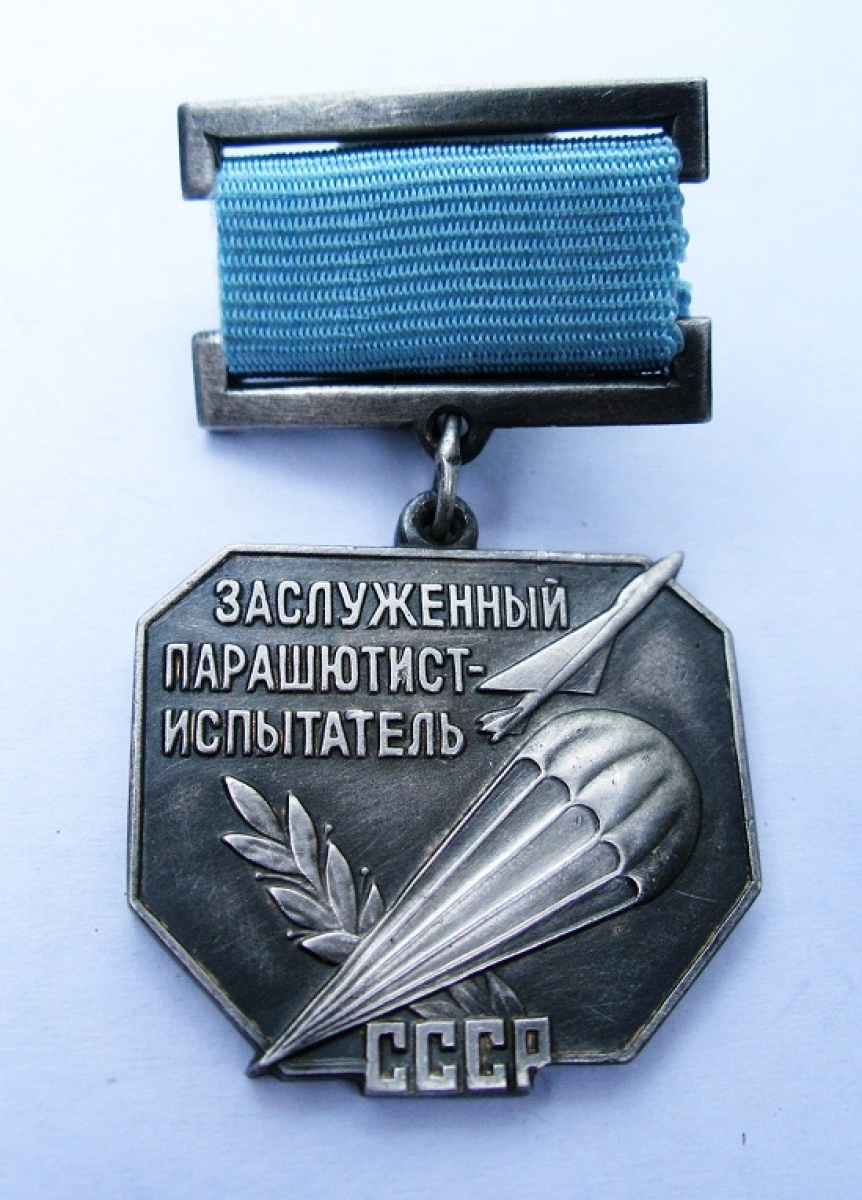
Нагрудный знак «Заслуженный парашютист-испытатель СССР»

Заслуженный парашютист-испытатель СССР — почётное звание, присваиваемое парашютистам-испытателям авиационной промышленности и Министерства обороны СССР за многолетнюю творческую работу и особые заслуги в проведении лётных испытаний парашютной техники и других средств спасения и десантирования личного состава.
Присваивался Президиумом Верховного Совета СССР по представлению Министерства обороны СССР или Министерства авиационной промышленности СССР. Лицам, удостоенным звания «Заслуженный парашютист-испытатель СССР» вручалась грамота Президиума Верховного Совета СССР и нагрудный знак установленного образца, носимый на правой стороне груди, над орденами СССР (при их наличии).

## Описание нагрудного знака «Заслуженный парашютист-испытатель СССР»
Нагрудный знак «Заслуженный парашютист-испытатель СССР» изготовляется из томпака с серебрением и имеет форму многоугольника шириной 27 мм и высотой 23 мм.
На лицевой стороне знака в левом верхнем углу расположена надпись «Заслуженный парашютист-испытатель». В левом нижнем углу — лавровая ветвь, в правом верхнем углу — изображение реактивного самолета. В нижней части знака — надпись «СССР». Справа вниз по диагонали знака расположено изображение раскрывающегося парашюта. Все изображения на знаке выпуклые. Надписи и изображение парашюта позолоченные. Лицевая сторона знака окаймлена позолоченным бортиком.
Нагрудный знак при помощи ушка и кольца соединяется с прямоугольной  колодочкой  из   посеребренного  томпака  размером 24,5Х16 мм, имеющей по бокам выемку. Вдоль основания колодочки идут прорези. Внутренняя часть колодочки обтянута муаровой лентой голубого цвета. Колодочка имеет на оборотной стороне нарезной штифт с гайкой для прикрепления знака к одежде.

## История
- Установлено Указом Президиума Верховного Совета СССР от 13 июля 1984 года;
- Упразднено Указом Президиума Верховного Совета СССР от 22 августа 1988 года.

## Список заслуженных парашютистов-испытателей СССР
Указ Президиума Верховного Совета СССР от 16 августа 1985 года:
- Жуков, Вадим Юрьевич (18.04.1942 – 06.08.2009) – парашютист-испытатель НИИ парашютостроения (вручён знак №1)

- Марченко, Геннадий Васильевич (род. 24.08.1940) – парашютист-испытатель НИИ парашютостроения (вручён знак №2)

- Андреев, Евгений Николаевич (04.09.1926 – 09.02.2000) – парашютист-испытатель ГК НИИ ВВС (вручён знак №3)

- Петриченко, Александр Александрович (25.10.1937 – 21.07.2013) – член Научно-технического комитета ВДВ (вручён знак №4)

- Раевский, Валерий Васильевич (16.08.1937 — 27.09.2019) – парашютист-испытатель военной приёмки НИИ парашютостроения (вручён знак №5)

Указ Президиума Верховного Совета СССР от 15 августа 1986 года:
- Чижик, Владимир Дмитриевич (род. 24.10.1938) – парашютист-испытатель НИИ парашютостроения (вручён знак №6)

- Бессонов, Владимир Петрович (22.01.1938 – 24.05.2008) – парашютист-испытатель ГК НИИ ВВС (вручён знак №7)

Указ Президиума Верховного Совета СССР от 14 августа 1987 года:
- Серебренников, Григорий Григорьевич (11.02.1935 — 13.04.2020) начальник отдела парашютной подготовки и парашютно-десантной службы Управления авиации ЦК ДОСААФ (вручён знак №8)

Указ Президиума Верховного Совета СССР от 18 августа 1988 года:
- Прокопов, Владимир Ильич (11.05.1938 — 06.10.2023) – парашютист-испытатель НИИ парашютостроения (вручён знак №9)

- Севостьянов, Эрнест Васильевич (род. 30.09.1938) – парашютист-испытатель НИИ парашютостроения (вручён знак №10)